# 哈維維爾 (堪薩斯州)
哈維維爾（英語：Harveyville）是一個位於美國堪薩斯州沃邦西縣的城市。

## 地方資料
根據2020年美國人口普查的數據，哈維維爾的面積為0.33平方千米，當中陸地面積為0.33平方千米，而水域面積為0.00平方千米。當地共有人口178人，而人口密度為每平方千米539.39人。